# Longworth House Office Building
The Longworth House Office Building (LHOB) est l’un des trois immeubles de bureau utilisés par la Chambre des représentants des Etats-Unis. Il est bordé par l’Independence Avenue, la New Jersey Avenue, la C Street S.E., et la South Capitol Street et se situe dans le quartier Sud-Est de Washington, D.C.. Il couvre une superficie au sol de 599 675 pieds carrés (55 711,630512 m2) et compte 251 bureaux et suites, 5 grandes salles de réunion, 7 petites salles de réunion et une grande assemblée maintenant utilisée par le United States House Committee on Ways and Means.
Le bâtiment a été nommé en 1962 en l’honneur de l’ancien Président de la Chambre, Nicholas Longworth, député de l’Ohio. Il fut président de 1925 à 1931, année où les Républicains perdent leur majorité, où Longworht meurt et où il a été décidé de construire le bâtiment.

## Construction

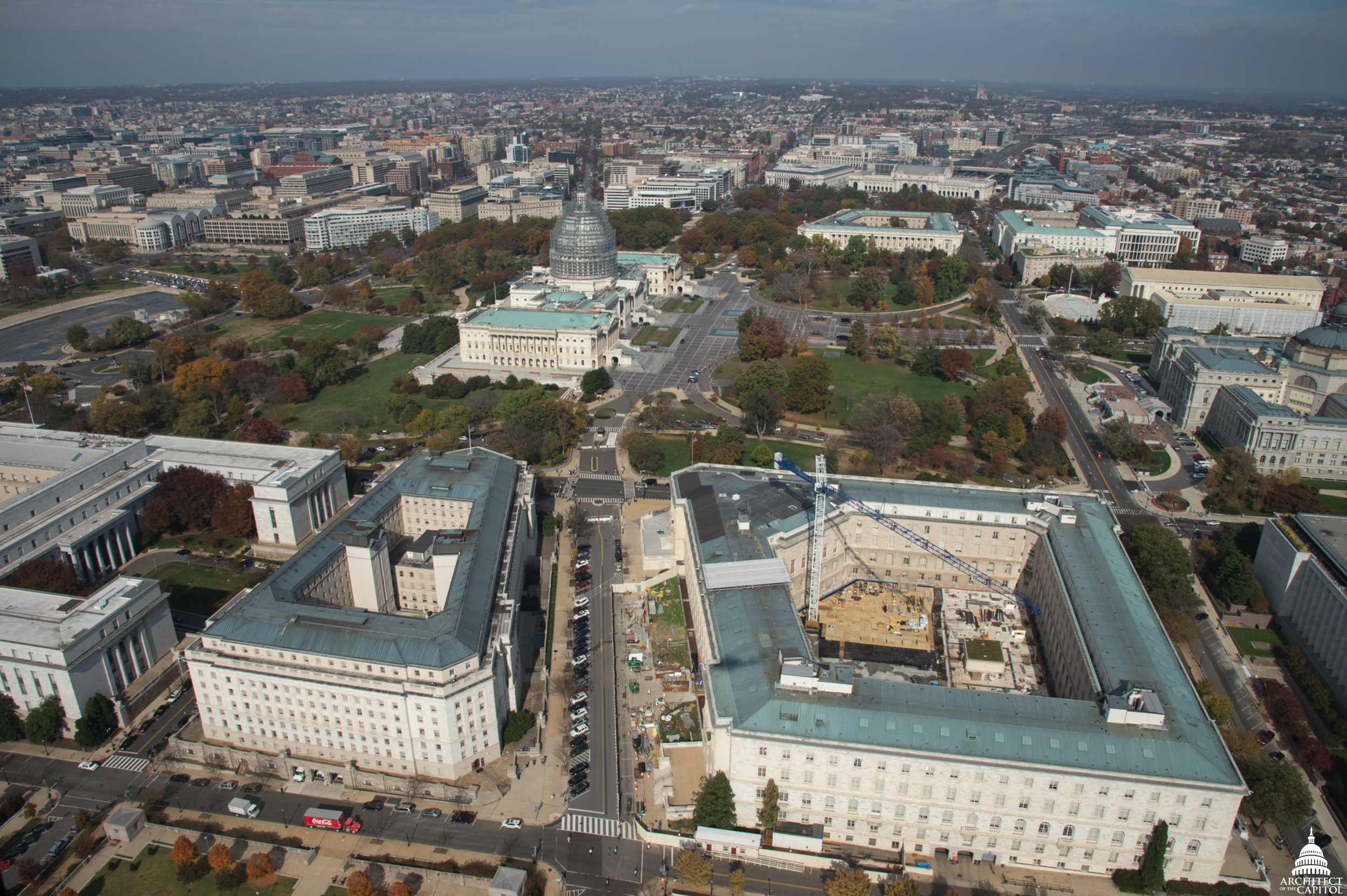
The Longworth Building (au centre) se situe entre le Rayburn Building (à gauche)et le Cannon Building (à droite)

Les plans visant à bâtir un deuxième immeuble de bureaux pour la Chambre des représentants ont été lancés en 1925. Le surpeuplement sévère de l’édifice Cannon House Office Building (achevé en 1908) a mené à la rénovation de l’édifice Cannon et à la construction de l’édifice Longworth.
Sous la direction de David Lynn, l’architecte du Capitole, les plans préliminaires du bâtiment ont été préparées par une firme locale connue sous le nom de The Allied Architects of Washington Inc. Les principaux architectes étaient Frank Upman, Gilbert LaCoste Rodier, Nathan C. Wyeth, et Louis Justemente. Ils ont produit deux plans pour un bâtiment simple et digne en harmonie avec le reste du complexe du Capitole. En janvier 1929, le Congrès autorisa un budget de 8,4 millions de dollars pour l’acquisition et le défrichage du site et la construction du nouveau bâtiment. Les fondations furent achevées en décembre 1930, et le bâtiment fut accepté pour occupation en avril 1933.